# George Lyon
Seymour, George Lyon (Richmond, 27 de julho de 1858 - Toronto, 11 de maio de 1938) foi um golfista canadense, um medalhista de ouro olímpico, oito vezes campeão do Canadian Amateur Championship, e membro do Canada's Sports Hall of Fame.
Lyon nasceu em Richmond, Ontário, perto de Ottawa. Sua carreira esportiva precoce foi em críquete, onde, como um batedor representou a equipe nacional oito vezes, com média de 14,07 e de pontuação 238 not out em um jogo do clube, na época a maior pontuação já feita no Canadá.
Embora ele começou a jogar golfe com a idade de 38, ele ganhou a medalha de ouro nas Olimpíadas de 1904 em St. Louis (Missouri). Ele ganhou oito vezes, entre 1898 e 1914, o Canadian Amateur Championship, um recorde da competição, e ganhou dez vezes o Canadian Seniors' Golf Association Championship, entre 1918 e 1930.
Em 1908, Ele viajou para Londres, para defender seu título olímpico, mas os planos foram cancelados na última hora, já que representantes da Inglaterra e Escócia foram incapazes de chegar a acordo sobre o formato, e desde então, o golfe não foi realizado nos Jogos Olímpicos.
Em 1916, Lyon perdeu a final do U.S. Amateur Championship e a semifinal do British Amateur Championship.
Em 1955, Lyon entrou para o Canada's Sports Hall of Fame. Em 1971, ele entrou para o Canadian Golf Hall of Fame.
Lyon morreu em Toronto, Ontário e foi sepultado no Mount Pleasant Cemetery.

## Torneios Conquistados
- 1898 Canadian Amateur
- 1900 Canadian Amateur
- 1903 Canadian Amateur
- 1905 Canadian Amateur
- 1906 Canadian Amateur
- 1907 Canadian Amateur
- 1912 Canadian Amateur
- 1914 Canadian Amateur

## Grandes Campeonatos

### Resultados na Linha do Tempo
Nota: Lyon só participou do British. Open, U.S. Amateur, e do British Amateur.
| Torneio                  | 1900 | 1901 | 1902 | 1903 | 1904 | 1905 | 1906 | 1907 | 1908 | 1909 |
| ------------------------ | ---- | ---- | ---- | ---- | ---- | ---- | ---- | ---- | ---- | ---- |
| The Open Championship    | DNP  | DNP  | DNP  | DNP  | DNP  | T80  | DNP  | DNP  | DNP  | DNP  |
| The Amateur Championship | DNP  | DNP  | DNP  | DNP  | DNP  | R64  | DNP  | DNP  | R32  | DNP  |
| U.S. Amateur             | DNP  | DNP  | DNP  | DNP  | DNP  | R32  | 2    | R16  | DNP  | DNP  |

| Torneio                  | 1910 | 1911 | 1912 | 1913 | 1914 | 1915 | 1916 | 1917 | 1918 | 1919 |
| ------------------------ | ---- | ---- | ---- | ---- | ---- | ---- | ---- | ---- | ---- | ---- |
| The Open Championship    | DNP  | DNP  | DNP  | DNP  | DNP  | NT   | NT   | NT   | NT   | NT   |
| The Amateur Championship | DNP  | DNP  | DNP  | DNP  | DNP  | NT   | NT   | NT   | NT   | NT   |
| U.S. Amateur             | DNP  | DNP  | DNP  | DNP  | DNP  | R32  | DNP  | NT   | NT   | DNP  |

NT = Não houve Torneio

DNP = Não Participou

DNQ = Não se classificou para a fase decisiva

R64, R32, R16, QF, SF = Round onde ele perdeu

Fonte do U.S. Open e U.S. Amateur: USGA Championship Database
Fonte do British Open de 1905:  www.opengolf.com
Fonte do British Amateur de 1905:  Golf, June, 1905, pg. 341.
Fonte do British Amateur de 1908:  The Glasgow Herald, May 28, 1908, pg. 13.

## Ligações Externas
- George Seymour Lyon na The Canadian Encyclopedia
- Ficha no Canadian Golf Hall of Fame
- George Seymour Lyon